# اتسز كارادومان
أتسز كارادومان ممثل تركي ولد عام 1956 في أنقرة. التحق بالمدرسة الابتدائية والثانوية في أنقرة. في عام 1979، تخرج من قسم التعليم العالي في محافظة أنقرة. بعد التخرج بدأ العمل في الإدارة العامة للمسارح الحكومية. مثل العديد من المسرحيات في مسرح أنقرة الحكومي ومسرح إسطنبول الحكومي. وهو حاليًا عضو في مسرح إسطنبول الحكومي. قام بإعطاء محاضرات عن كيفية الحوار والتواصل، كما قام بأعمال تلفزيونية وسينمائية ودبلجة.

## جوائز
2007 جوائز Afife Jale عن مسرحية İnihman'ın Sakatı: أفضل ممثل مساعد.

## مسلسلات شارك بها
- العهد - توران أكجون، 2018-2019
- محمد الفاتح: جيهان فتيحي - زغانوس باشا، 2018
- المجهولون - كور يعقوب، 2017
- بويراز كرايل - محرم، 2016-2017
- الشوارع الخلفية (عزمي بويلتى)، 2015-2016
- القبضاي - داليان رضا، 2012-2015
- أرض العثمانيين
- يوم السيف، 2010
- وادي الذئاب - جمال كاراجاداغ 2007-2009
- خريف النار
- Kimsesiz Zaman Tasviri
- العالم الصغير
- الدم الذي على الحائط
- لعبة الصمت
- حريم السلطان - لالا محمد باشا، 2015

## روابط خارجية
- اتسز كارادومان على موقع IMDb (الإنجليزية)
- اتسز كارادومان على موقع قاعدة بيانات الفيلم (الإنجليزية)